# 拉克利德 (密蘇里州)
拉克利德（英語：Laclede）是位於美國密蘇里州林縣的城市。

## 人口
根據2020年美國人口普查的數據，拉克利德的面積為3.28平方千米，當中陸地面積為3.24平方千米，而水域面積為0.04平方千米。當地共有人口305人，而人口密度為每平方千米93人。